# Arroyo Mbocay
El arroyo Mbocay es un pequeño curso de agua ubicado en la provincia de Misiones, Argentina perteneciente a la cuenca hidrográfica del río Paraná, en el que desagua.
El mismo nace cerca del aeropuerto Internacional Puerto Iguazú, en el departamento homónimo. El curso del arroyo corre con un rumbo noroeste primero, para luego tomar un rumbo suroeste, haciendo de límite oeste del parque nacional Iguazú y de límite sur del área urbana de la ciudad de Puerto Iguazú. Recibe algunos afluentes de poca importancia por su margen izquierda y desemboca en el río Paraná entre la ciudad de Puerto Iguazú y la localidad de Puerto Península.
- Datos: Q5705770